# Kosta Karamatskos
Kosta Karamatskos eigentlich Konstantin Karamatskos (* 14. Januar 1986 in Stuttgart) ist ein deutscher Basketballspieler.

## Karriere
Der 1,98 m große Shooting Guard, der auch die griechische Staatsangehörigkeit besitzt, begann mit dem Basketballspielen bei der SpVgg Feuerbach. Danach spielte er zuerst bei der ENBW Ludwigsburg, wo er auch seinen ersten Profivertrag bekam. Mit einer Doppellizenz für die Erstligamannschaft und das Regionalligateam ausgestattet konnte er allerdings in frühen Jahren nur in der Regionalliga überzeugen. Stationen danach waren bei dem USC Freiburg und den Kirchheim Knights, bevor er zur Saison 2007/08 in die Basketball-Bundesliga zum TBB Trier wechselte. Dort besaß er einen Vertrag bis zum Ende der Saison 2010/11. Dieser wurde von Seiten des TBB Trier nicht verlängert und Karamatskos wechselte zurück in die 2. Bundesliga Pro A und unterschrieb einen Vertrag bei den Saar-Pfalz Braves.
Nach dem finanziellen Aus der Braves wechselte Karamatskos zunächst zu den Kirchheim Knights. Dort wurde sein Vertrag jedoch vorzeitig aufgelöst und Kosta Karamatskos wechselte im Januar innerhalb der Liga zu den Crailsheim Merlins. Nach der Saison 2013/14 wurde sein Vertrag nicht verlängert. Mitte September wurde bekanntgegeben, dass Karamatskos für die Saison 2014/2015 einen Vertrag bei den SC Itzehoe Eagles aus der 2. Bundesliga ProB unterschrieben hat. Er blieb auch in den folgenden Jahren bei dem Itzehoer Verein und absolvierte in der Stadt eine Ausbildung zum Sport- und Fitnesskaufmann.
Im Sommer 2017 wechselte er von Itzehoe zu den Schwenninger Panthers in die erste Regionalliga. Mit den Schwarzwäldern wurde er Meister und stieg in der 2. Bundesliga ProB auf, woraufhin Karamatskos seinen Kontrakt um ein Jahr verlängerte. Er erreichte mit Schwenningen als Aufsteiger das ProB-Halbfinale und stieg als Nachrücker in die 2. Bundesliga ProA auf. Karamatskos war der erste Spieler, der nach dem Aufstieg von den Schwenningern mit einem neuen Vertrag für die ProA ausgestattet wurde. Er blieb bis 2021 Mannschaftsmitglied und verstärkte hernach den Regionalligisten SV Fellbach. Er gewann mit der Mannschaft 2023 die Meisterschaft in der 1. Regionalliga Südwest.

## Erfolge
- 2. Basketball-Bundesliga Süd Nachwuchsspieler des Monats Oktober 2007[9]